# JR東日本都市開發
JR東日本都市開發（日语：／ Jeiaru higashi nihonn toshikaihatsu */?是總部在東京都澀谷區的不動產公司和地產發展商。

## 簡介
屬於東日本旅客鐵道的全資子公司，是JR東日本集團下屬的地產發展商。在開發JR東日本擁有的土地（車站內、高架軌道下等）和鐵路沿線（主要是東京都地區）方面具有優勢。

## 歷史沿革
- 1989年4月20日，為東京附近的JR東日本開發地下通道的六家集團公司合併，成立JR東日本高架開發株式會社。
- 1992年，變更為現在的公司名[4]。
- 1997年，東日本總部大樓竣工。該公司遷至大樓内部辦公。
- 2009年，合并「JR東日本住宅開發公司」。
- 2010年，2k540 AKI-OKA ARTISAN開業。
- 2011年，赤羽站站内的百貨商場「ecute赤羽」開業。
- 2014年，阿佐谷動漫街開業。
- 2017年， ナインアワーズウーマン神田開業。
- 2018年，Cotonia Garden新川崎開業。
- 2019年，阿佐谷動漫街停業[5]。